# Kōkō Debut
Kōkō Debut (jap. 高校デビュー, Kōkō Debyū, dt. „Oberschul-Debüt“) ist eine Mangaserie der japanischen Zeichnerin Kazune Kawahara, die von 2003 bis 2008 in Japan erschien. Das Werk wurde als Kinofilm, Hörspiel und Light Novel adaptiert und ist in die Genres Shōjo, Comedy und Romantik einzuordnen.

## Inhalt
Auf der Mittelschule hat Haruna Nagashima (長嶋 晴菜) ihre Zeit vor allem damit verbracht, Softball zu spielen und Mangas zu lesen. Nun auf der Oberschule will sie beliebter bei den Mitschülern werden und sich verlieben. Dafür bemüht sie sich, mit der Mode zu gehen und süß zu wirken. Sie hat wenig Erfolg, doch bietet der bei vielen Mädchen beliebte Yoh Komiyama (小宮山 ヨウ, Komiyama Yō) Haruna an, ihr zu helfen, einen Freund zu finden. Bedingung ist jedoch, dass sie sich nicht in ihn verlieben darf.

## Veröffentlichungen
Die Serie erschien von 2003 bis 2008 im japanischen Magazin Bessatsu Margaret des Verlags Shūeisha. Die Kapitel wurden auch in 13 Sammelbänden herausgebracht. Diese verkauften sich jeweils über 300.000 Mal und fanden sich nach Veröffentlichung unter den meistverkauften Bänden der jeweiligen Woche. Eine Fortsetzung namens Kōkō Debut – Enren-hen (高校デビュー -遠恋編-, „Oberschul-Debüt – Fernbeziehungskapitel“) erschien 2011 und 2013 und umfasst zwei weitere Bände.
Eine vollständige deutsche Übersetzung wurde von Egmont Manga von November 2013 bis März 2017 herausgegeben. Eine englische Ausgabe wurde von Viz Media veröffentlicht, bei Tong Li erschien die Serie in Taiwan.
Auf Grundlage des Mangas wurde ein Hörspiel produziert, das 2005 auf CD erschien. Von 2007 bis 2008 erschien eine von Yū Kuramoto geschriebene und von Kazune Kawahara illustrierte Light Novel in sechs Bänden. Am 1. April 2011 kam der Realfilm Kōkō Debut in die japanischen Kinos.